# Asteria (hija de Ceo)

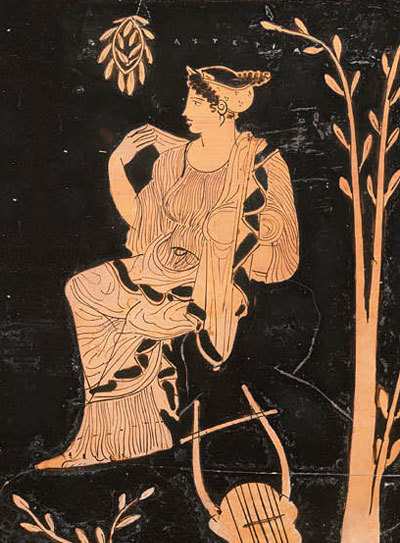
Asteria sentada en una roca al lado de un árbol con una lira y una corona de laurel a su lado. Estos son quizás sus atributos como la personificación de la isla de Delos y la enfermera del dios Apolo

En la mitología griega, Asteria (en griego antiguo Ἀστερία, Ἀστερίη; Astería, Asteríē; que sugiere «estrellada») es una titánide de segunda generación, e hija de Ceo y Febe. A su hermana Leto se la denomina con el patronímico de Ceántide, por lo que es de esperar que Asteria recibiera también esa denominación. Hesíodo alega sobre Asteria «que un día se la llevó Perses a su espléndido palacio para llamarla esposa suya». De esta unión solo nació una hija, Hécate. Asteria luchó en el bando de los dioses durante la Gigantomaquia, junto a su madre Febe, como se puede apreciar en el altar de Pérgamo.
Apolodoro nos dice que Asteria, para evitar el asedio amoroso de Zeus, se arrojó al mar en forma de codorniz, y por ella una ciudad fue llamada primero Asteria, luego Delos.
En la versión de las Fábulas, que es más completa, se nos dice que: 

A pesar de que Júpiter (Zeus) amaba a Asteria ella lo desdeñaba. Entonces resolvió transformarse en pájaro «ortigia», que nosotros llamamos codorniz, y se arrojó al mar. De ella emergió una isla que fue llamada Ortigia. Esta isla era flotante. Más tarde Latona (Leto) pariría aquí, bajo las órdenes de Júpiter y el viento Aquilón (Bóreas), a la vez que Pitón la perseguía, y entonces resolvió subirse a un olivo, en donde parió a Apolo y a Diana (Artemisa). La isla fue llamada Delos posteriormente.
Higino: "Fábulas" 53 (Asteria)

Ovidio sugiere que Zeus se había transformado en águila para raptar a Asteria. Nono innova al decir que quien persiguió a Asteria no fue Zeus, sino Poseidón, que intentó tomar a la muchacha una vez que su cuerpo alcanzó el mar. Poseidón tampoco consiguió el amor de Asteria, pero es cierto que, después de que Asteria fuera convertida en una isla, el propio Apolo la sujetó en el mar. Versiones minoritarias dicen que Hécate nació de Zeus y Asteria o bien que de la misma unión nació el cuarto Heracles. En el raro relato donde Asteria fue la madre de Heracles por Zeus, los fenicios sacrifican codornices al héroe porque cuando fue a Libia y fue asesinado por Tifón, Yolao le trajo una codorniz, y habiéndola puesto cerca de él, la olió y volvió a la vida de nuevo.
Algunos contemporáneos sugieren que Asteria, en virtud de su etimología y su asociación con Hécate, está relacionada con las estrellas fugaces, los oráculos nocturnos e incluso la necromancia; no obstante estos datos no aparecen en ninguna fuente escrita.